# Денніс Гастерт
Джон Денніс «Денні» Гастерт (англ. John Dennis «Denny» Hastert; нар. 2 січня 1942, Аурора, Іллінойс) — американський політик, член Республіканської партії, з 1987 по 2007 рік представляв 14-й виборчий округ штату Іллінойс Палати представників Сполучених Штатів, з 6 січня 1999 по 3 січня 2007 року був головою Палати.
Закінчив Вітон коледж (1964), Університет Північного Іллінойсу (1967).
Після отримання освіти, Денніс Гастерт вчителював та був спортивним тренером. Член Генеральної Асамблеї штату Іллінойс з 1980 по 1986 рік.